# Centro cultural Rosario Castellanos
Centro Cultural Rosario Castellanos, Edificio emblemático construido en la década de 1930. Es un espacio cultural dedicado a la gran escritora y poeta Rosario Castellanos. Se ubica en Rosario Castellano S/N, esquina con Primera calle Sur Oriente, Col. Comitán de Domínguez Centro, C.P. 30000, Comitán de Domínguez, Chiapas. 

## Historia
En este sitio anteriormente se encontraba el Convento de Santo Domingo construido en 1564 junto al templo en honor a Santo Domingo de Guzmán.El edificio fue abandonado y se convirtió en un Fuerte que se constituyó en un cuartel federal. Fue ocupado un tiempo como un lugar de oficinas del Estado en 1946 bajo instancias del gobernador Juan M. Esponda, como cárcel, escuela secundaria y preparatoria de Comitán. Pasó a establecerse como Casa de la Cultura, pero evolucionó a Centro Cultural en 1999. 

## Actividades
Actualmente se imparten diversos talleres entre ellos el de marimba Arte para niños, ajedrez, artes plásticas, ballet profesional, canto, corte y confección, danza folklórica, danzón, hawaiano y tahitiano, inglés, lectura y escritura, oratoria, piano, tojolabal, guitarra (clásica, alternativa, popular y método práctico), además se imparten diplomados, licenciatura y posgrado. En el Centro Cultural, continuamente se llevan a cabo diversos eventos como presentaciones de libros, conferencias, obras de teatro, recitales, presentaciones de danza etc.

## Obras
Cuenta con un patio principal en donde al interior se encuentra un busto de Rosario Castellanos realizado por el escultor chiapaneco Rafael Pacheco en 1999. Al interior del Centro Cultural podemos apreciar tres murales, el primero de ellos a un costado del patio principal. Este relata la historia de Comitán desde el periodo prehispánico hasta la modernidad, fue realizado por el maestro Rafael Muñoz López. En la parte superior puede leerse: “Desde el esplendor de nuestro pasado maya, Comitán va hacia el futuro a través del trabajo, la cultura y el progreso”. Se titula “Alma de Comitán”. Fue realizado por el artista plástico Manuel Cunjamá con la colaboración de Sandra Díaz, y esta dedicado a Rosario Castellanos.

## Arquitectura
Como parte de sus caracterpisticas arquitectónicas se ecuentra partir de un patio central, con pórtico en sus cuatro lados, con columnas de madera con collarines en el primer tercio de la columna y decoración vegetal, lo mismo que en el capitel. Tiene cuatro crujías; la primera, al poniente, se compone de dos habitaciones comunicadas entre sí por medio de vanos rectos con derrame; la segunda, al sur, está dividida por muros de tablarroca y arcos de medio punto; los vanos de acceso y ventana son rectos y tienen derrame; la crujía norte está modificada y alberga al Auditorio Roberto Cordero Citalán; en la crujía poniente presenta habitaciones contemporáneas y una escalinata que comunica con el Museo Arqueológico y la Biblioteca Pública Rosario Castellanos. 